# Nagata, Kobe
 Nagata-ku, Kobe  (長田区) là một trong 9 khu của thành phố Kobe, tỉnh Hyōgo, Nhật Bản.